# Stephan Spicher
Stephan Spicher (* 1950 in Basel) ist ein Schweizer Maler mit internationalen Beziehungs- und Arbeitsfeldern in der Schweiz, Russland, Indonesien und Japan. Seine Ateliers stehen in Oberwil bei Basel und in Maggia, im Tessin. Zentrales Thema des Künstlers ist die elementare Frage des Sehens und der Wahrnehmung und deren künstlerische Umsetzung in Malerei und Zeichnung. Sein Gesamtwerk ist deshalb von Kontinuität im Wandel bestimmt und von der grundsätzlichen Bedeutung des „Lebensbegriffs“ geprägt, mit dem der Künstler nach den Kräften oder Energien fragt, die hinter allem Leben und damit auch hinter den Bildern stehen, diese in Bewegung versetzen und permanent verwandeln.

## Leben und Werk
Nach Abschluss seiner Schulzeit entscheidet sich Stephan Spicher, auf der Suche nach einem eigenen, ihm adäquaten Ausdrucksmittel, für ein Kunststudium an der Kunstgewerbeschule, der heutigen Hochschule für Gestaltung und Kunst (HGK). Anschliessend vervollständigt er seine Ausbildung beim italienischen Maler Beppe Assenz.
1980 zieht Spicher nach Maggia in die Südschweiz, wo er einen Teil seiner Kindheit verbracht und seine Liebe zur steinigen Welt und Tektonik des gleichnamigen Tals entdeckt hatte, das von seinem Vater, einem Berufsgeologen, wissenschaftlich erforscht wurde. Eine erste kontinuierliche Schaffensperiode des Künstlers bis 1983 steht deutlich unter dem Einfluss des Tessiner Aufenthalts und mehrerer Studienreisen nach Italien. Er steht zu dieser Zeit noch ganz im Banne der Farbe und entdeckt die spirituelle und dynamische Ausdruckskraft der sakralen zweidimensionalen Malerei des italienischen Mittelalters und damit eine künstlerische Haltung, die ihn im Vergleich mit derjenigen der Renaissance besonders fasziniert und beeinflusst.

### Aschenwände
Den Winter 1982/83 verbringt Stephan Spicher im urbanen, kalten Berlin, das ihn zur Reduktion der Farbenvielfalt und zu Bildern in Schwarz/Weiss anregt.
Seine Beschäftigung mit der Erde und mit Gestein führt ihn in die Südschweiz zurück, wo er durch die Verwendung natürlicher Pigmente, Asche und Gips, zu einer malerischen Stoffverdichtung findet. Es entstehen bis 1986 „Aschenwände“.
1986 und 1987 entstehen im Mendrisiotto, an der Grenze zu Italien, erste energiegeladene „Aschenwände“ im rostfarbenen Rot des Menning, mit denen Spicher, zusammen mit einer Auswahl jüngerer Schweizer Künstler und im Auftrag der Schweizerischen Kulturstiftung Pro Helvetia, nach Japan reist. Die Ausstellung „Constellations, Aspects of Contemporary Swiss Art“ geht weiter nach Taiwan und in die USA und ist anschliessend auch in der Kunsthalle Basel zu sehen. Spichers mehrteilige Aschenwand beeindruckt durch ihre geballte Energie und ihre vielschichtige Dichte, die in Farbe und im verdichteten Material Zeichen des Feuers, Asche, und Spuren verkohlter Balken und Äste enthält.

### Dualismen
1988 und 1989 beginnen sich die zeichnerischen Komponenten zu verselbständigen.
1989 zieht sich Stephan Spicher vorübergehend aus der Südschweiz zurück, wo er inzwischen zu einem festen Teil der Tessiner Künstlergruppe seiner Generation geworden ist, und eröffnet in Oberwil (Basel-Land) ein grosses, helles Atelier, in dem er noch heute arbeitet. Hier beginnt er unter dem Einfluss der traditionellen japanischen Bildwelt auf geteilten, gegeneinander verschiebbaren und austauschbaren Bildgründen zu arbeiten, die es ihm ermöglichen, die dialektischen Positionen und Spannungsverhältnisse von Schwerem und Leichtem, Festem und Flüssigem und von Stabilität und Bewegung klarer zu fassen.

### Raum und Gegenraum
Nach mehreren Ausstellungen in Basel, Zug und in Tenero (Tessin) und nach einer längeren Studienreise nach Bali (1992) unternimmt der Künstler in den Jahren 1993 und 1994 mehrere Reisen nach Venezuela und in die Karibik. Seine Begegnung mit den beiden steil aufragenden Vulkankegeln der Montañhas Pitons bei Santa Lucia wird zum Ausgangspunkt neuer künstlerischer Fragestellungen und Arbeiten, die von nun an um das Thema „Raum und Gegenraum“ kreisen.
In der Folge schafft Spicher eine grössere Zahl von Werken, in welchen die Pitons im Mittelpunkt stehen und in denen er den Gegenraum mit malerischen Mitteln so umkippen lässt, dass er sich in eine spirituelle Fläche von starker Präsenz verwandelt.
Die weitere Entwicklung zur freien und selbständigen Linie manifestiert sich in den Jahren 1996 und 1997 zunächst in einem Abtasten zwischen Linie und Fläche: es entstehen dreiteilige Arbeiten mit radialen Strahlenbündeln auf Zink, und mit Leinwänden, auf denen die Zeichnung sich neue Wege bahnt. Mit seiner Wahl von Zinkplatten, die als Bildhintergrund malerisch unbearbeitet bleiben, versucht Spicher die Malerei zu reduzieren, ohne dabei auf die Farbigkeit des industriellen Materials verzichten zu müssen. Er ersetzt schliesslich die gemalte Farbe durch eine mit dem Pinsel gemalte chemische Reaktion: Die Farbe auf dem Zinkblech entsteht als Folge einer Ätzung und anschliessender Übermalung mit Silbernitrat.

### Eternal Line
Von 2001 an lässt sich im Werk Stephan Spichers ein allmähliches Hintasten zum Malerischen erkennen, mit dem er ein Gegengewicht schafft zur immer stärkeren Reduktion der „Eternal Line“, als eines zunehmend gedanklich abstrakten Gebäudes. Er beginnt damit, die Fläche malerisch und losgelöst von der Linie zu behandeln und führt sie an die mit Klebeband vorgezogenen Linien heran. Zwischen 2001 und 2003 arbeitet der Maler mit unsichtbaren, mit Wasser gezogenen Linien, die sich mit sichtbaren, mit Tusche gezeichneten und gemalten Linien kreuzen und an den Kreuzungsstellen ein geheimnisvoll vibrierendes, malerisches Verfliessen erzeugen.
1986 reiste er nach Japan und 1992 nach Bali, dessen Kultur und Spiritualität er in späteren Jahren durch seine Zusammenarbeit und Freundschaft mit Made Wianta, einem führenden indonesischen Künstler seiner Generation, und mit dem Basler Bali-Spezialisten Urs Ramseyer besser kennenlernen sollte. In Bali befasst sich der Künstler so eingehend mit der Beobachtung der Natur, dass sich seine „Eternal Line“ in wundersamer Metamorphose schliesslich in Bambushalme verwandelt, aus deren Internodien Seitentriebe und schliesslich Blüten wachsen.

### Blossom
Mit seiner Hinwendung zum Pflanzlichen und dem malerischen Bekenntnis zur Fläche malt Spicher mit Autolack auf hellem und spiegelndem Aluminium. Mit Blattgold trägt er botanisch undefinierbare, archetypische Blütenformen auf und verstärkt damit sein Spiel mit Glanz- und Nicht-Glanz, mit Transparenz und Nicht-Transparenz.
2006 sind in einer grossen Einzelausstellung im Ludwig Museum im Russischen Museum von St. Petersburg und in einer gemeinsamen Ausstellung mit Kumari Nahappan in der National Library in Singapur grosse Formate mit Goldblüten auf einer mit Lackfarben bemalten Grundfläche zu sehen. Ebenso beginnt der Künstler schliesslich monochrome Blüten- und Blattformen aus Aluminiumplatten herauszufräsen, die er als Bildkompositionen auf Haus- oder Galeriewände montiert. Die grössten und eindrücklichsten dieser Arbeiten entstehen vor Ort im Rivellino di Leonardo da Vinci (Locarno 2010) und in der indonesischen Galerie Sangkring Art Space (Yogyakarta 2013).
Inzwischen ist Stephan Spicher, mit Blick auf zwei Einzelausstellungen in Kyoto (Hashimoto Museum 2014) und in St. Petersburg (Russisches Staatsmuseum 2015), wieder zur reinen, stillen Malerei und zu Bildern zurückgekehrt, in denen eine gereifte malerische Grundkultur und jahrzehntelange künstlerische und menschliche Erfahrungen den Ton angeben.

## Ausstellungen (Auswahl)

### Einzelausstellungen: (Auswahl)
- 1986: Art Basel 17/86 solo show Galerie Brambach
- 1990: Kunsthaus Grenchen
- 1998: Galerie Riehentor, Basel
- 2002: Dmitriy Semenov Gallery, St. Petersburg, Russia
- 2003: Museo Villa dei cedri, Bellinzona
- 2007: The Ludwig Museum in the Russian Museum, St. Petersburg, Russia
- 2009: Fundacio Niebla, Casavellas-Girona, Spain
- 2010: Il rivellino di Leonardo da Vinci, Locarno
- 2012: RuArts Gallery, Moscow
- 2013: Sangkring Art Space, Yogyakarta, Indonesia
- 2014: Hashimoto Museum, Kyoto, Japan
- 2016: Inner Voice Gallery, St. Petersburg, Russia
- 2017: G77-Gallery, Kyoto, Japan
- 2019: Galerie Noivoi, Nagoya, Japan
- 2019: Museo Casa Rusca, Locarno, Schweiz

### Gruppenausstellungen (Auswahl)
- 2006: Mountains – Galerie Beyeler, Basel
- 2006: Seeds and Blossoms – with K. Nahappan, National Library, Singapur
- 2008: Pinacoteca Comunale Casa Rusca, Locarno
- 2009: Art&Natura – Museo Villa dei Cedri, Bellinzona
- 2010: Meeting with japan art – Karin Sutter Galerie, Basel + Dmitriy Semenov Gallery, St. Petersburg
- 2010: Sky – The National Russian Museum, St. Petersburg
- 2011: Japan Art +2 Museum Yokohoma, Japan
- 2015: Kunsthalle Palazzo, Liestal Schweiz
- 2015: Museo Villa dei Cedri, Bellinzona, Schweiz
- 2017: Museum of Modern Art, Saitama, Japan
- 2017: Kunsthaus Aarau, Schweiz
- 2018: Galerie Sacchetti, Ascona, Schweiz

## Publikationen (Auswahl, in chronologischer Reihenfolge)
- 1992: Stephan Spicher opere 1982–1992 Galleria Matascci Tenero, ISBN 88-85118-18-6.
- 1999: Stephan Spicher Zeichnungen, Galerie Riehentor Basel
- 2003: Stephan Spicher Eternal Line Museo villa dei Cedri Bellinzona
- 2005: Stephan Spicher – Eternal Line (3 Bd.) Matamera Books Indonesien, ISBN 979-95681-8-8.
- 2006: Stephan Spicher Blossom – The Ludwig Museum in the Russian Museum St. Petersburg, ISBN 3-938051-69-8.
- 2016: Stephan Spicher Permeating the skies ISBN, 978-5-906550-63-7.
- 2016 Hashimoto Garden Museum Kyoto
- 2019 Pinacoteca Casa Rusca Locarno